# Агашово
Агашово — деревня в Янегском сельском поселении Лодейнопольского района Ленинградской области.

## История
АГАШЕВ (посёлки: НАЛДАНА и ШАПША) — деревня при реке Шапше, число дворов — 20, число жителей: 46 м. п., 67 ж. п.; Мельница.  (1879 год)

АГАШЕВА ГОРА — деревня при реке Шапше, население крестьянское: домов — 28, семей — 28, мужчин — 95, женщин — 85, всего — 180; некрестьянское: нет; лошадей — 30, коров — 52, прочего — 94 . (1905 год)

В конце XIX — начале XX века деревня Агашева Гора административно относилась к Шапшинской волости 1-го стана Лодейнопольского уезда Олонецкой губернии.
С 1917 по 1919 год деревня Агашева Гора входила в состав Агашевского сельсовета Шапшинской волости Лодейнопольского уезда Олонецкой губернии.
С 1919 года в составе Шапшинского сельсовета.
С 1922 года в составе Ленинградской губернии.
С 1927 года в составе Оятского района. В 1927 году население деревни составляло 260 человек.
Согласно карте Ленинградской области Северо-западного аэрогеодезического треста ГГУ издания 1932 года деревня называлась Агашева Гора и насчитывала 27 крестьянских дворов. В деревне находилась мукомольная водяная мельница.
С 1 января 1933 года деревня Агашева Гора учитывается областными административными данными, как деревня Агашево. Согласно другому административному справочнику 1933 года, деревня называлась Аготева Гора и также входила в состав Шапшинского сельсовета Оятского района.

Деревня Агашево на карте РККА 1940 года

С 1955 года в составе Лодейнопольского района.
В 1958 году население деревни составляло 69 человек.
По данным 1966 года деревня называлась Агапово и входила в состав Шапшинского сельсовета.
По данным 1973 года деревня называлась Агашово и также входила в состав Шапшинского сельсовета.
По данным 1990 года деревня Агашово входила в состав Имоченского сельсовета.
В 1997 году в деревне Агашово Имоченской волости проживали 14 человек, в 2002 году — 16 человек (все русские).
В 2007 году в деревне Агашово Янегского СП проживали 12, в 2010 году — 9 человек.

## География
Деревня расположена в северо-восточной части района к югу от автодороги 41К-639 (Комбаково — Шапша — Печеницы).
Расстояние до административного центра поселения — 34 км.
Расстояние до ближайшей железнодорожной станции Лодейное Поле — 52 км.
Деревня находится на правом берегу реки Шапша и левом берегу её притока Ягрема.

## Демография
| 1879 | 1905 | 1927 | 1958 | 1997 | 2007 | 2010 |
| ---- | ---- | ---- | ---- | ---- | ---- | ---- |
| 113  | ↗180 | ↗260 | ↘69  | ↘14  | ↘12  | ↘9   |
| 2014 | 2017 |      |      |      |      |      |
| ↗10  | ↘9   |      |      |      |      |      |

### Национальный состав
Согласно данным Всероссийской переписи населения 2021 года в деревне проживали 5 человек, национальность не указали.